# Причтовый (Тимашёвский район)
Причтовый — хутор в Тимашёвском районе Краснодарского края России.
Входит в состав Роговского сельского поселения.

## Население
| 2002 | 2010 |
| ---- | ---- |
| 139  | ↗148 |

## Улицы
- ул. Заречная,
- ул. Новая,
- ул. Шоссейная[5].